# سن جووانی بیانکو
سن جیووانی بیانکو (به ایتالیایی: San Giovanni Bianco) یک کومونه در ایتالیا است که در استان برگامو واقع شده‌است.

## خصوصیات
سن جیووانی بیانکو ۳۱٫۴ کیلومترمربع مساحت و ۵٬۱۳۳ نفر جمعیت دارد و ۴۴۸ متر بالاتر از سطح دریا واقع شده‌است.